# Lethal Weapon 4
Lethal Weapon 4 (deutscher Titelzusatz Zwei Profis räumen auf) ist ein US-amerikanischer Actionfilm aus dem Jahr 1998 mit Mel Gibson und Danny Glover in den Hauptrollen. Der Regisseur war Richard Donner, das Drehbuch schrieben Shane Black, Channing Gibson, Alfred Gough, Jonathan Lemkin und Miles Millar. Der Film startete am 13. August 1998 in den bundesdeutschen Kinos.

## Handlung
Während eines Spezialeinsatzes, bei dem Roger Murtaugh und Martin Riggs einen mit einem Flammenwerfer zündelnden Verrückten aufhalten wollen, werden beide vom jeweils anderen vor vollendete Tatsachen gestellt: Murtaugh erzählt Riggs, dass dessen Freundin Lorna schwanger ist und Riggs bald Vater wird. Im Gegenzug berichtet Riggs Murtaugh, dass dessen Tochter Rianne ebenfalls bald ein Kind erwartet und er in Kürze Großvater wird. Beide beenden den Einsatz trümmer- und erfolgreich und schwören sich, wegen des anstehenden Nachwuchses kürzerzutreten. Die kurz darauf (aus Versicherungsgründen) erfolgende Beförderung zu Captains ist dem mehr als förderlich.
Als sie bald darauf mit Leo Getz zu einem Angelausflug aufbrechen, wird Murtaughs Boot von einem scheinbar führerlosen Frachter versenkt. Riggs gelangt an Bord des Schiffes, das sich als Schmugglerschiff für chinesische Einwanderer entpuppt. Während die Behörden die Flüchtlinge zurücksenden, entdeckt Murtaugh in einem Rettungsboot eine der verarmten Großfamilien und nimmt diese heimlich bei sich auf. Gleichzeitig versucht er, dem aufstrebenden Jungcop Lee Butters auszuweichen, der ihnen zugeteilt wurde: Murtaugh missversteht dessen übervorsorgliches Handeln als homosexuelle Avancen.
Aus dem eigentlich harmlosen Fall für die Küstenwache entwickelt sich bald eine verzwickte kriminelle Angelegenheit, da die chinesische Familie und auch Murtaughs Sippe ins Fadenkreuz der Triaden geraten. Nach Observierung und Beobachtung des einschlägig stadtbekannten Gauners Benny Chan kommen Riggs, Murtaugh und Butters schließlich dem wahren Drahtzieher des Menschenhändlerrings auf die Spur: Dem chinesischen Gangster Wah Sing Ku, der unbedingt an Hong, das Oberhaupt der bei Murtaugh versteckten Familie, herankommen will. Hong ist nämlich der Verwandte eines in Wahs Diensten stehenden Graveurs, der ihm mehrere hundert Millionen Bargeld-Blüten in chinesischer Landeswährung herstellen soll, sich aber weigert, die Arbeit fortzuführen, bis seine Familie wohlbehalten in den Staaten untergekommen ist. Bei den Recherchen kommt Murtaugh durch ein Versehen von Riggs (der es von Lorna erfahren hat) zudem dahinter, dass Butters der Vater von Riannes Kind ist und er sich durch seine einschmeichelnde Weise nur einen guten Leumund bei seinem zukünftigen Schwiegervater verschaffen wollte, vor allem weil Murtaugh strikt dagegen war, einen Polizisten als Schwiegersohn zu bekommen.
Als sie die Falschgeldfabrik schließlich aufstöbern, finden die Cops nur die Leichen des Graveurs sowie die von Hong und Onkel Benny, der Wah gedeckt hat. Die Auswertungen der wenigen Hinweise, die ihnen geblieben sind, führen sie in der Folge zum Hafen von Los Angeles, wo Wah und seine Gangster die Übergabe des Geldes an einen chinesischen General in die Wege leiten wollen. Für die gefälschten Millionen will Wah bei dem korrupten Militär die vier Bosse der chinesischen Triaden, die Vier Väter, freikaufen, darunter seinen älteren Bruder. Murtaugh, Riggs und Butters stürmen die Szenerie und entlarven Wahs Schwindel. Es kommt zum Schusswechsel, in welchem der General, die Triadenführer und die restlichen Gangster umkommen. Murtaugh und Riggs liefern sich einen Nahkampf mit Wah über und unter Wasser. Hier kann Riggs den Gangster schließlich überwältigen und wird von Murtaugh im letzten Moment vor dem Ertrinken gerettet.
Am Ende treffen sich alle Beteiligten im Krankenhaus, wo die erwarteten Kinder zur Welt kommen und Lorna und Riggs heiraten. Riggs und Murtaugh werden wieder zu Sergeants, da das Police Department sich wieder Versicherungsdeckung leisten kann, und der Film endet mit mehreren Schnappschüssen aus den Lethal-Weapon-Filmen sowohl von vor als auch hinter den Kulissen.

## Kritiken
Lethal Weapon 4 erhielt insgesamt ein durchwachsenes Presseecho, was sich auch in den Auswertungen US-amerikanischer Aggregatoren widerspiegelt. So erfasst Rotten Tomatoes ähnlich viele wohlwollende wie kritische Besprechungen und ordnet den Film dementsprechend als „Gammelig“ ein. Laut Metacritic fallen die Bewertungen im Mittel „Grundsätzlich Ablehnend“ aus. Es folgen einige repräsentative Pressestimmen:
James Berardinelli schrieb auf ReelViews, dass bei der Produktion des Films die kommerziellen Ziele weit mehr als die künstlerischen verfolgt würden. Der Film erfülle die Erwartungen, biete aber keine Überraschungen. Er lobte stark die Darstellung von Jet Li.
Roger Ebert bezeichnete den Film in der Chicago Sun-Times vom 10. Juli 1998 als eine „Übung“.

„Die Neuauflage der Actionkomödie bedient sich in Gags und Dialogen vorwiegend bei den schon bekannten Motiven und Figurenzeichnungen, trotz der neuerlichen Ensemble-Erweiterung um einen jungen Ermittler. Handwerklich routiniert, besonders in den Actionszenen, sucht der Film Inspirationen aus dem Actionkino Hongkongs zu schöpfen, bleibt in der Darstellung der Chinesen zugleich aber Klischees verhaftet.“

## Auszeichnungen
Chris Rock gewann den Blockbuster Entertainment Award und wurde für den American Comedy Award, den Image Award und den MTV Movie Award (in zwei Kategorien) nominiert. Rene Russo gewann den Blockbuster Entertainment Award. Mel Gibson und Danny Glover wurden als Bestes Duo für den Blockbuster Entertainment Award nominiert. Joe Pesci wurde für den Blockbuster Entertainment Award und den Negativpreis Goldene Himbeere nominiert. Jet Li wurde für den MTV Movie Award nominiert.
Michael Kamen gewann den BMI Film Music Award. Der Film gewann den Bogey Award und wurde für den Besten Tonschnitt für den Motion Picture Sound Editors Award nominiert.

## Hintergründe
- Die Produktionskosten betrugen ca. 140 Millionen US-Dollar, der Film spielte 1998 weltweit ca. 270 Millionen US-Dollar ein.[11] Der Film entstand ab Januar 1998 innerhalb von sieben Monaten und einer Nachbereitungszeit von drei Wochen, womit er pünktlich zum Kinostart im August fertig war.[12]
- Aufgrund einzelner Gewaltszenen bekam der Film in Deutschland eine FSK-18-Freigabe. Da es sich jedoch nur um eine geringe Anzahl solcher Szenen im Film handelt, wurde Lethal Weapon 4 geschnitten und kam in Deutschland nur in einer gekürzten FSK-16-Version in die Kinos und auch auf Video/DVD heraus. Inzwischen wurde aber auch die Originalfassung veröffentlicht.
- In der Szene, in welcher Murtaugh und Riggs zu Captains befördert werden, gratulieren sie einander wechselnd mit Salutierung und Handschlag, wobei der Eindruck erweckt wird, der Handschlag werde ausgeschlagen. Einen ähnlichen Gag machte Gibson bereits in Forever Young.[12]
- Kim Chan, der den Onkel Benny spielt, verkörperte eine Rolle mit gleichem Namen im Film Corruptor – Im Zeichen der Korruption.[12]
- Die Darsteller von Murtaughs erwachsenen Kindern sind dieselben, die auch die Sprösslinge in allen drei vorherigen Teilen spielten. Ähnliches gilt für Paul Tuerpe, welcher in allen vier Teilen namenlose Komparsenrollen spielte.[12]
- Der Film war Jet Lis erster US-amerikanischer Film und auch der erste, in welchem er einen Bösewicht verkörperte. Für die Rolle war auch Jackie Chan im Gespräch gewesen. Dieser lehnte jedoch (ähnlich einem Rollenangebot zu Demolition Man) mit der Begründung ab, in einem Film niemals einen Bösewicht spielen zu wollen.[12]
- Die Autojagd sowie Gibsons Kampf gegen die Chinesen auf dem Haustransporter entstanden auf einem Freeway bei Las Vegas. Obwohl das Team keine Drehgenehmigung bekam, durfte es trotzdem die Aufnahmen realisieren, da sich der damalige Bürgermeister großzügig zeigte und ein Auge zudrückte.[12]
- Riggs’ Wohnwagen steht am selben Ort, an dem auch Jim Rockford aus der Serie Detektiv Rockford – Anruf genügt seinen Trailer stehen hatte.[12]
- Jet Li bekam die Anweisung, die Geschwindigkeit seiner Akrobatik-Einlagen herunterzufahren, da er sich zu schnell für die Aufnahmen bewegte.[12]
- Bei der zweiten Lokomotive, welche Wahs und Bennys Handlanger in deren Auto rammt, handelt es sich um dieselbe Zugmaschine, welche den Grand Continental als Führungs-Lok in Alarmstufe: Rot 2 zog.[12]
- Als beide ihre Dienstmarke zum Captain bekommen haben und das Büro des Chefs verlassen, sagt Riggs „O Captain, mein Captain“. Im Club der toten Dichter mit Robin Williams war diese die ehrenvolle Anrede des Englischlehrers John Keating durch seine Studenten.

## Fortsetzung
Im Januar 2020 verkündete der für Warner Bros. tätige Produzent Dan Lin, dass ein fünfter Teil der Filmserie in einem frühen Entwicklungsstadium sei. Sowohl Gibson als auch Glover sollten ihre alten Rollen wieder aufnehmen, auch der zu dieser Zeit 90-jährige Richard Donner war erneut als Regisseur im Gespräch. Aufgrund Richard Donners Tod wurde das Projekt auf Eis gelegt, denn ohne ihn als Regisseur verweigerte Mel Gibson seine Teilnahme. Seit September 2022 ist bekannt, dass der Film dennoch veröffentlicht wird und das Drehbuch fertig ist. Mel Gibson hat zusammen mit Richard Wenk an dem Drehbuch gearbeitet und wird auch Regie führen.